# Ерик (Оклахома)
Ерик (англ. Erick) — місто (англ. city) в США, в окрузі Бекгем штату Оклахома. Населення — 1000 осіб (2020).

## Географія
Ерик розташований за координатами 35°12′55″ пн. ш. 99°52′7″ зх. д. / 35.21528° пн. ш. 99.86861° зх. д. (35.215347, -99.868552).  За даними Бюро перепису населення США в 2010 році місто мало площу 2,47 км², уся площа — суходіл.

### Клімат
| Клімат : Ерик         | Клімат : Ерик | Клімат : Ерик | Клімат : Ерик | Клімат : Ерик | Клімат : Ерик | Клімат : Ерик | Клімат : Ерик | Клімат : Ерик | Клімат : Ерик | Клімат : Ерик | Клімат : Ерик | Клімат : Ерик | Клімат : Ерик |
| Показник              | Січ.          | Лют.          | Бер.          | Квіт.         | Трав.         | Черв.         | Лип.          | Серп.         | Вер.          | Жовт.         | Лист.         | Груд.         | Рік           |
| Середній максимум, °C | 10,4          | 13,2          | 18,4          | 23,8          | 27,9          | 32,2          | 35,3          | 34,4          | 30,0          | 24,5          | 16,9          | 11,3          | 23,2          |
| Середній мінімум, °C  | −5,3          | −2,7          | 1,8           | 7,4           | 12,4          | 17,4          | 19,8          | 18,9          | 14,9          | 8,2           | 1,8           | −3,5          | 7,6           |
| Норма опадів, мм      | 13            | 25            | 43            | 51            | 104           | 94            | 43            | 64            | 81            | 56            | 33            | 18            | 627           |
| --------------------- | ------------- | ------------- | ------------- | ------------- | ------------- | ------------- | ------------- | ------------- | ------------- | ------------- | ------------- | ------------- | ------------- |
| Джерело: weather.com  |               |               |               |               |               |               |               |               |               |               |               |               |               |

## Демографія
Згідно з переписом 2010 року, у місті мешкали 1052 особи в 433 домогосподарствах у складі 271 родини. Густота населення становила 425 осіб/км².  Було 559 помешкань (226/км²).
Расовий склад населення:
| - 94,7 % — білих - 1,7 % — корінних американців - 0,4 % — чорних або афроамериканців - 0,2 % — азіатів |

До двох чи більше рас належало 2,2 %. Частка іспаномовних становила 4,0 % від усіх жителів.
За віковим діапазоном населення розподілялося таким чином: 25,0 % — особи молодші 18 років, 57,0 % — особи у віці 18—64 років, 18,0 % — особи у віці 65 років та старші. Медіана віку мешканця становила 40,1 року. На 100 осіб жіночої статі у місті припадало 97,4 чоловіків;  на 100 жінок у віці від 18 років та старших — 88,8 чоловіків також старших 18 років.
Середній дохід на одне домашнє господарство  становив 45 843 долари США (медіана — 32 375), а середній дохід на одну сім'ю — 54 308 доларів (медіана — 56 667). За межею бідності перебувало 32,1 % осіб, у тому числі 27,8 % дітей у віці до 18 років та 6,9 % осіб у віці 65 років та старших.
Цивільне працевлаштоване населення становило 317 осіб. Основні галузі зайнятості: сільське господарство, лісництво, риболовля — 26,5 %, освіта, охорона здоров'я та соціальна допомога — 15,5 %, будівництво — 14,5 %.